# 215
Cette page concerne l'année 215  du calendrier julien. Pour l'année 215 av. J.-C., voir 215 av. J.-C. Pour le nombre 215, voir 215 (nombre).
L'année 215 est une année commune qui commence un dimanche.

## Événements
- 4 avril : Caracalla fête son anniversaire à Nicomédie[1].
- Avril/mai[2] : Caracalla arrive à Antioche où il établit son quartier général. Il envoie son affranchi Théocrite à la tête d'une armée pour envahir l'Arménie, mais il est battu[3].
- Septembre/octobre : Caracalla est en Égypte[1]. Il rêve de renouveler les exploits d’Alexandre le Grand en Asie. Ses troupes massacrent une partie de la population grecque  d’Alexandrie qui se moque de ses prétentions[4].
- Hiver 215-216 : séjour de Caracalla à Alexandrie[5].

- Caracalla introduit l’usage d’une nouvelle monnaie d’argent, l’argentueus Aurelianus Antonianus[6]. Le poids de l’aureus est réduit à un cinquantième de livre[7]. Le cuivre disparaît progressivement, et au milieu du IIIe siècle, au paroxysme de la crise, l’Antonianus restera la seule monnaie officielle.

## Décès en 215
- Clément, Père de l'Église d'Alexandrie (date approximative).
- Chen Wu, général chinois, à la bataille de Hefei.